# Арбитайло, Инна Борисовна
Инна Борисовна Арбита́йло (укр. Інна Борисівна Арбітайло; род. 22 ноября 1945, Новосёловское, Крымская область, РСФСР, СССР) — советский, украинский и российский искусствовед. Член Национального союза художников Украины (с 1994) и Союза художников России. Основатель Художественного музея Бахчисарайского историко-культурного заповедника. Заслуженный работник культуры Автономной Республики Крым (2001).

## Биография
Родилась 22 ноября 1945 года в с. Новосёловском Евпаторийского района. Отец — Борис Йохимович Арбитайло (1916—?), связист, до войны работал начальником фрайдорфской конторы связи, в эвакуации жил вместе с родителями в Бухарской области, с 1949 по 1969 год трудился начальником Бахчисарайского районного узла связи. Мать — Маня Фраимовна Арбитайло, с 1951 по 1979 год была старшим контролёром в системе Бахчисарайской центральной сберегательной кассы, награждена медалью «За доблестный труд в Великой Отечественной войне 1941—1945 гг.»
В 1969 году окончила Крымский педагогический институт. С 1969 года работала научным сотрудником Бахчисарайского историко-археологического музея. В 1977—1982 годах — музыкальный работник в дошкольном учреждении № 5 (Бахчисарай), затем методист в Евпаторийском краеведческом музее. В 1983 году снова в Бахчисарайском заповеднике, занимает должности научного сотрудника, методиста музея, заведующего экскурсионно-массовым отделом, с 1991 года — заведующая литературно-художественным музеем. С 1994 года — основатель и первый руководитель Художественного музея Бахчисарайского заповедника. Занималась построением экспозиции музея, написанием экскурсионных рассказов и лекций, публикаций, изданием книг, альбомов, фотоальбомов, каталогов, буклетов, путеводителей по заповеднику и Художественному музею. С 1994 года также возглавляла творческий коллектив «Таврия» Бахчисарайского государственного историко-культурного заповедника.
После аннексии Крыма Россией приняла российское гражданство, продолжила работу в Крыму.

## Научная деятельность
Исследователь темы «Бахчисарай в искусстве XVIII—XX веков». Составила каталоги произведений художников В. Иванова, В. Келя, В. Яновского, изданные в Симферополе.

## Награды и звания
- Почётная грамота Совета министров Автономной Республики Крым (2000)[6]
- Почётное звание «Заслуженный работник культуры Автономной Республики Крым» (2001)[7]
- Почётная грамота Совета министров Автономной Республики Крым (2004)[8]